# Gerd Heusch (Unternehmer)
Gerhard (Gerd) Heusch (* 4. Juni 1903 in Aachen; † 17. April 1984 ebenda) war ein deutscher Unternehmer und Präsident des Fußballvereins Alemannia Aachen.

## Leben und Wirken
Gerd Heusch, wie er im Allgemeinen nur genannt wird, war der Sohn des Kratzenfabrikanten und Zentrumspolitikers Albert Heusch und der Bertha Maria Janssen, Tochter des Landrates Wilhelm Leopold Janssen sowie Bruder des langjährigen Aachener Oberbürgermeisters Hermann Heusch.
Nach seinem Abitur am Realgymnasium Aachen studierte Heusch Rechtswissenschaften an den Universitäten in Bonn und München, wo er Mitglied der katholischen Studentenverbindung KStV Rheno-Bavaria München war, und wurde dort im Jahr 1924 als Gerichtsreferendar übernommen. An der Universität Köln promovierte Heusch am 11. Februar 1927 mit seiner Dissertation: Die Aachener Verfassungskämpfe von 1786 bis 1792. Im Anschluss daran wurde er zum Gerichtsassessor ernannt, ließ sich aber bereits im Jahr 1928 als Rechtsanwalt in Aachen nieder. Zwei Jahre später wurde er wie sein Vater und sein Bruder Mitglied im Club Aachener Casino.
Während des Zweiten Weltkrieges diente Heusch zeitweilig als Kriegsverwaltungsrat. In dieser Funktion war er in besetzten Gebieten der Sowjetunion tätig, darunter in Ostrow und Pskow. Nachdem Aachen im Oktober 1944 von den Amerikanern eingenommen worden war, gehörte Heusch neben Edmund Sinn, Hans Schwippert, Kurt Pfeiffer und anderen zu den neun ausgewählten Bürgern, die von der amerikanischen Militärregierung als zivile Übergangsregierung ernannt und eingesetzt wurden und sich allesamt „Bürgermeister“ nennen durften. Unter der Leitung des ebenfalls ernannten Oberbürgermeisters Franz Oppenhoff war Heusch von November 1944 bis März 1945 für Arbeit und Fürsorge zuständig. Im Dezember 1944 oder Januar 1945 wurde er unter dem Verdacht, Kriegsverbrechen begangen zu haben, von der amerikanischen Besatzungsmacht vorübergehend festgenommen. Als Rechtsanwalt vertrat er 1947 den vor einem britischen Militärgericht angeklagten ehemaligen NS-Oberbürgermeister von Aachen Quirin Jansen.
Nachdem Gerd Heusch bereits ab 1943 eine leitende Position in der Waggonfabrik Talbot übernommen hatte, stieg er hier später zum Gesellschafter auf und gehörte über viele Jahre als kaufmännischer Leiter der Geschäftsleitung an. Außerdem saß er im Aufsichtsrat der Aachener Tuchfabrik AG.
Neben seinen beruflichen Verpflichtungen engagierte sich Heusch vor allem auf dem Sportsektor. So war er Mitglied und langjähriger Vorsitzender des Aachener Hockeyclubs 1906 e.V. sowie Mitglied im Fußballverein Alemannia Aachen, den er von 1956 bis 1966 als Präsident leitete. In seine Amtszeit fiel unter anderem die Planung zur Einführung der Fußball-Bundesliga im Jahr 1962. Heusch legte einen 12-Punkte-Katalog zur Aufnahme Alemannias in die neue Liga vor, in dem er unter anderem auf die geordneten wirtschaftlichen Verhältnisse, den geplanten Stadionausbau für 42.000 Zuschauer, die ununterbrochene Zugehörigkeit zur Oberliga West und die Tatsache, dass der Verein der größte Rasensportverein Nordrhein-Westfalens sei, hinwies. Der Aufnahmeantrag für Alemannia wurde dennoch nicht genehmigt und auch spätere Proteste änderten nichts an dieser Entscheidung. 
Für seinen Einsatz bei Alemannia Aachen wurde Heusch 1966 mit der Goldenen Ehrennadel mit Brillanten geehrt und 1980 zum Ehrenmitglied ernannt. Darüber hinaus wurde Heusch für seine Lebensleistung mit dem Großen Bundesverdienstkreuz ausgezeichnet.
Gerd Heusch war mit Elisabeth Lambotte (1902–1984) verheiratet und hatte mit ihr mehrere Kinder, von denen die Töchter Ilse und Gerda bei der Schlacht um Aachen im Alter von 13 und 14 Jahren ums Leben kamen. Die Familie Gerd Heusch fand ihre letzte Ruhestätte in der Familiengruft auf dem Aachener Ostfriedhof.